# Gran Premio Regio Insubrica 2011
Il Gran Premio Regio Insubrica 2011, terza ed ultima edizione della corsa, si è svolto il 26 febbraio 2011 per un percorso totale di 167,4 km. È stato vinto dall'italiano Giovanni Visconti, che ha terminato la gara in 3h48'57".

## Percorso
Il percorso varia rispetto alla precedente edizione: l'arrivo è posto a Varese e si passa da Valmorea, paese natale di Aldo Sassi, a cui si rende omaggio. La partenza è stabilita a Campione d'Italia e l'arrivo, come detto, a Varese dove si percorrerà per quattro volte un circuito cittadino di 24 km. L'ultimo km è in leggera salita.

## Squadre e corridori partecipanti
| N.    | Cod. | Squadra                    |
| ----- | ---- | -------------------------- |
| 1-8   | LIQ  | Liquigas-Cannondale        |
| 11-18 | LAM  | Lampre-ISD                 |
| 21-28 | ALM  | AG2R La Mondiale           |
| 31-38 | COF  | Cofidis                    |
| 41-48 | TT1  | Team Type 1-Sanofi Aventis |
| 51-58 | FAR  | Farnese Vini-Neri Sottoli  |
| 61-68 | DER  | De Rosa-Ceramica Flaminia  |
| 71-78 | COG  | Colnago-CSF Inox           |
| 81-88 | ADR  | Adria Mobil                |
| 91-98 | PYB  | Price Your Bike            |

| N.      | Cod. | Squadra                    |
| ------- | ---- | -------------------------- |
| 101-108 | DAN  | D'Angelo & Antenucci-Nippo |
| 111-108 | TIK  | Itera-Katusha              |
| 121-128 | VBG  | Team Vorarlberg            |
| 131-138 | ARH  | Atlas Personal             |
| 141-148 | GEO  | Geox-TMC                   |
| 151-158 | MKT  | Meridiana-Kamen Team       |
| 161-168 | AND  | Androni Giocattoli         |
| 171-178 | CHA  | Champion System            |
| 181-188 | AMO  | Amore & Vita               |

## Resoconto degli eventi
La corsa inizia subito con una fuga a due: Matteo Montaguti e Phillip Mamos tengono un ritmo abbastanza elevato ma il loro vantaggio massimo non sale sopra i sei minuti. Al primo giro provano l'attacco Cameron Wurf e Paolo Longo Borghini (entrambi Liquigas) ma la loro azione viene ripresa. Il vantaggio dei fuggitivi scende sotto i quattro minuti. Al terzo giro del circuito di Varese i due fuggitivi rischiano di essere assorbiti dal gruppo, ma spendono le ultime energie per guadagnare quaranta secondi di vantaggio: la Liquigas li riprende al km 137. Dopo alcuni attacchi che non hanno effetto, alcuni corridori riescono a prendere qualche secondo di vantaggio ma il gruppo annulla la loro offensiva a circa 10 km dalla fine. Sull'ultimo tratto in salita Giampaolo Cheula prova l'attacco ma è stoppato da Ivan Basso; in seguito attaccano Fabio Duarte, Hubert Dupont e Simon Špilak ma vengono ripresi a 500 metri dal traguardo. Giovanni Visconti regola la volata davanti allo sloveno Jure Kocjan e all'italiano Rinaldo Nocentini.

## Ordine d'arrivo (Top 10)
| Pos. | Corridore          | Squadra       | Tempo    |
| ---- | ------------------ | ------------- | -------- |
| 1    | Giovanni Visconti  | Farnese Vini  | 3h48'57" |
| 2    | Jure Kocjan        | Type 1-Sanofi | s.t.     |
| 3    | Rinaldo Nocentini  | AG2R La Mond. | a 1"     |
| 4    | Leonardo Duque     | Cofidis       | s.t.     |
| 5    | Simone Ponzi       | Liquigas      | s.t.     |
| 6    | Gianluca Brambilla | Colnago       | s.t.     |
| 7    | Samuel Dumoulin    | Cofidis       | s.t.     |
| 8    | Maxime Bouet       | AG2R La Mond. | s.t.     |
| 9    | Davide Finetto     | Liquigas      | a 4"     |
| 10   | Daniele Ratto      | Geox-TMC      | a 5"     |